# アルバーツコ＝ポクローフスカヤ線
アルバーツコ＝ポクローフスカヤ線（アルバーツコ＝ポクローフスカヤせん、ロシア語: Арба́тско-Покро́вская ли́ния）はモスクワ地下鉄の路線の一つである。1938年にモスクワ地下鉄3号線として開通し、現在はピャトニツコエ・ショッセ駅（Пя́тницкое шоссе́）とシチョールコフスカヤ駅（Щёлковская）を結ぶ。名称こそ「3号線」であるが、2号線（ザモスクヴォレーツカヤ線）より6か月早く開業した。総延長距離は45.1km、22の駅がありモスクワ地下鉄の路線の中ではモスクワ中央環状線（14号線）に次いで2番目に長い。1日当たりの乗車人員は954,549人/日である。

## 駅一覧
- ピャトニツコエ・ショッセ駅（Пя́тницкое шоссе́）
- ミチノ駅（Ми́тино）
- ヴォロコラムスカヤ駅（Волоколамская）
- ミャキニノ駅（Мякининo）
- ストロギノ駅（Строгино）
- クリラツコエ駅（Крылатское）
- マラジョージナヤ駅（Молодёжная）
- クンツェフスカヤ駅（Кунцевская）
- スラビャンスキー・ブリバール駅（Славянский бульвар）
- パールク・パベーディ駅（Парк Победы）
- キエフスカヤ駅（Киевская）
- スモレンスカヤ駅（Смоленская）
- アルバーツカヤ駅（Арба́тская）
- プローシャチ・レヴォリューツィ駅（Пло́щадь Револю́ции）
- クールスカヤ駅（Курская）
- バウマンスカヤ駅（Бауманская）
- エレクトロザヴォーツカヤ駅（Электрозаводская）
- セミョノフスカヤ駅（Семёновская）
- パルチザンスカヤ駅（Партизанская）
- イズマイロフスカヤ駅（Измайловская）
- ペルヴォマイスカヤ駅（Первомайская）
- シチョールコフスカヤ駅（Щёлковская）

## 開業年次
| 駅                                                                   | 開業年     | 距離            |
| -------------------------------------------------------------------- | ---------- | --------------- |
| キエフスカヤ駅 – アルバーツカヤ駅 （ソコーリニチェスカヤ線から分離） | 1938-03-13 | 4 km            |
| アルバーツカヤ駅 – クールスカヤ駅                                    | 1938-03-13 | 4 km            |
| クールスカヤ駅 – パルチザンスカヤ駅                                  | 1944-01-18 | 7.1 km          |
| エレクトロザヴォーツカヤ駅                                           | 1944-05-15 | N/A             |
| プローシャチ・レヴォリューツィ駅 – キエフスカヤ駅                    | 1953-04-05 | +3.9 km −4 km   |
| パルチザンスカヤ駅 – ペルヴォマイスカヤ駅（旧駅）                    | 1954-09-24 | 1.5 km          |
| パルチザンスカヤ駅 – ペルヴォマイスカヤ駅（新駅）                    | 1961-10-21 | +3.8 km −1.5 km |
| ペルヴォマイスカヤ駅 – シチョールコフスカヤ駅                        | 1963-07-22 | 1.6 km          |
| キエフスカヤ駅 – パールク・パベーディ駅                              | 2003-05-06 | 3.2 km          |
| パールク・パベーディ駅 – クンツェフスカヤ駅                          | 2008-01-07 | 4.9 km          |
| クンツェフスカヤ駅 – クリラツコエ駅 （フィリョーフスカヤ線から分離） | 2008-01-07 | 4.3 km          |
| クリラツコエ駅 – ストロギノ駅                                        | 2008-01-07 | 6.6 km          |
| スラビャンスキー・ブリバール駅                                       | 2008-09-07 | N/A             |
| ストロギノ駅 – ミチノ駅                                              | 2009-12-26 | 6.6 km          |
| ミチノ駅 – ピャトニツコエ・ショッセ駅                                | 2012-12-28 | 1.5 km          |
| 合計                                                                 | 22駅       | 45.1 km         |

## 乗換
|    | 接続路線                                 | 乗換駅                                                              |
| -- | ---------------------------------------- | ------------------------------------------------------------------- |
| 1  | ソコーリニチェスカヤ線                   | アルバーツカヤ駅                                                    |
| 2  | ザモスクヴォレーツカヤ線                 | プローシャチ・レヴォリューツィ駅                                    |
| 4  | フィリョーフスカヤ線                     | アルバーツカヤ駅、キエフスカヤ駅、クンツェフスカヤ駅 (対面乗り換え) |
| 5  | 環状線                                   | クールスカヤ駅、キエフスカヤ駅                                      |
| 8A | カリーニンスコ＝ソンツェフスカヤ線       | パールク・パベーディ駅 (対面乗り換え)                               |
| 9  | セルプホーフスコ＝チミリャーゼフスカヤ線 | アルバーツカヤ駅                                                    |
| 10 | リュビリーンスコ＝ドミトロフスカヤ線     | クールスカヤ駅                                                      |